# ディップスイッチ

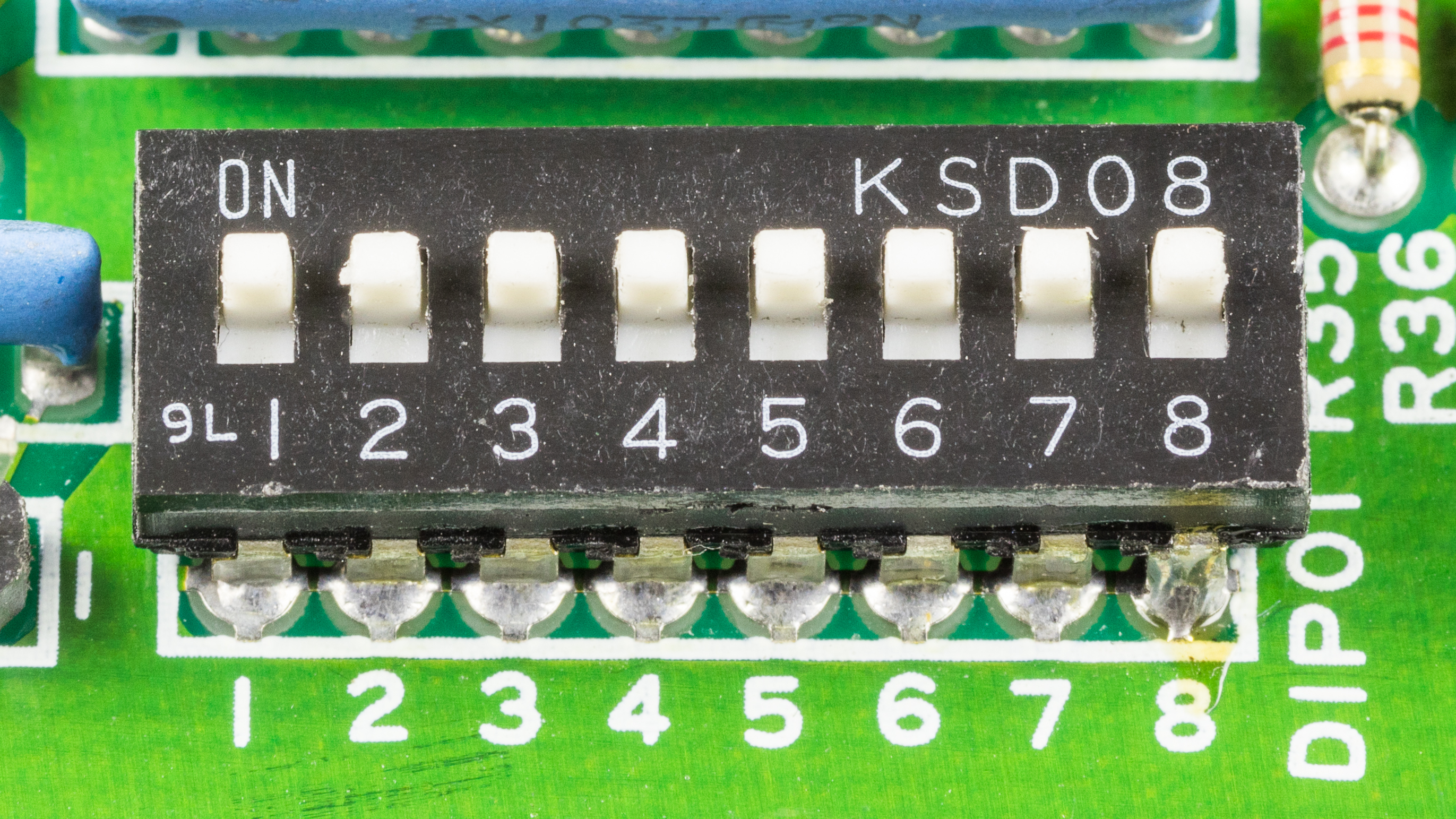

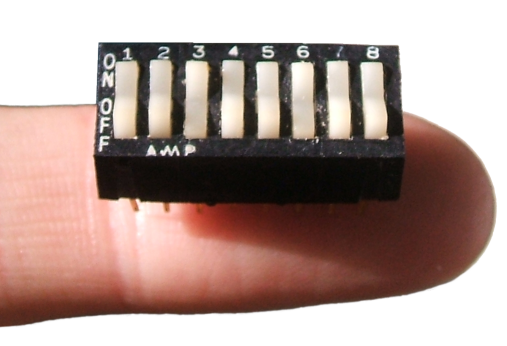

ディップスイッチ（Dual In-line Package switchを略してDIP switch）とは、集積回路のデュアル・インライン・パッケージ（DIP）と同じ形状の端子を持つ小型のスイッチである。主に電子機器の各種設定用として、電子回路基板上に実装される。現在では、DIPより小さな表面実装用のパッケージに入ったものもあるが、この場合でもディップスイッチと呼ぶ。

## 概要
この部品は、非常に小型のスライドスイッチ、またはプッシュロックスイッチやロータリースイッチで構成された機構部品であり、通常は電子回路の基板上に直接実装される。スライドスイッチ型の場合には、一つのパッケージに2から10程度のスイッチが並べられた形状となっている。ロータリースイッチ型の場合には、数字の刻印に合わせることによって、二進数またはBCDのコードを出せるようになっているものが多い。これらは日常的に人間の指で操作する事を前提としたサイズでは無いため、大抵は精密ドライバー等や専用の工具の先端で操作する。
このスイッチのオン・オフ状態をそのまま電子回路内での接続切り替えに使う場合もあるが、オン・オフをデジタルレベルL・Hに対応させ、電子機器の電源投入時などにファームウェアで読み取り、各種機能の設定切り替えに使う方が一般的である。
旧来は不揮発性メモリが高価であったことから、電子機器の各種基本設定を保持しておくためにこれらのスイッチが利用され、コンピュータ・パソコン・パソコン用周辺機器・家電製品・通信機器・映像機器・音響機器他といった非常に広範囲の製品に用いられた。
しかし近年（1990年代後半以降）では、電子機器の小型化（高密度化）、操作性の向上、不揮発性メモリーの低価格化といった理由から、これらのスイッチは次第に一般消費者が扱う各種機器上から姿を消しており、前出のパソコンについてはBIOSによる設定画面に置き換えられている。しかし安価で、回路設計も容易である他、通電しなくてもひと目で設定状態がわかる利点もあり、産業用機器内などではまだ盛んに使用されている。